# Gramática castellana
A Gramática castellana (em português:  Gramática Castelhana) é um texto escrito por Antonio de Nebrija e publicado no ano de 1492. É considerada a primeira obra dedicada ao estudo da língua castelhana e suas regras. Anteriormente a esta obra, foram publicados tratados sobre o uso da língua latina, como o de Lorenzo Valla, Tratado sobre gramática latina de 1471. No entanto, a Grammatica foi o primeiro livro impresso centrado no estudo das regras de uma língua românica. A proeza de Antonio de Nebrija, é ter composto a primeira gramática castelhana, a primeira também entre as gramáticas românicas, que serviu de modelo.
Quando a obra foi apresentada à rainha Isabel I de Castela em Salamanca no ano da sua publicação, a rainha questionou o mérito do tal trabalho; o frei Fernando de Talavera, bispo de Ávila, respondeu pelo autor com palavras proféticas, como lembra o próprio Nebrija numa carta dirigida à monarca:
Depois que Vossa Alteza subjugou povos bárbaros e nações de várias línguas, com a conquista virá a necessidade de aceitar as leis que o conquistador impõe aos conquistados, e entre elas a nossa língua; com este meu trabalho, serão capazes de aprender, assim como aprendemos o latim através da gramática latina.